# Xã Plymouth, Quận Richland, Ohio
Xã Plymouth (tiếng Anh: Plymouth Township) là một xã thuộc quận Richland, tiểu bang Ohio, Hoa Kỳ. Năm 2010, dân số của xã này là 2.083 người.